# Historia de Singapur

Escudo de Singapur

La historia de Singapur comenzó en el siglo XIV, cuando la isla de Temasek fue renombrada Singapura ("ciudad de los leones"). En ese mismo siglo, y bajo el mandato del príncipe Parameswara, Singapur aumentó en importancia con la creación de un puerto marítimo, que fue destruido en 1613 por portugueses. 
La historia del Singapur moderno comenzó en 1819, cuando el inglés Thomas Stamford Raffles construyó un puerto británico que permitió que la isla se convirtiera en un importante centro comercial con India y China, y fuera un prestigioso puesto comercial del Sudeste Asiático, transformándose así en una eminente ciudad portuaria.
Durante la Segunda Guerra Mundial, el Imperio japonés conquistó Singapur, y lo ocupó desde 1942 hasta 1945. Al finalizar la guerra, Singapur volvió a formar parte de la colonia británica, pero esta vez se le concedieron altos niveles de autogobierno. Singapur se unió a la Federación de Malasia, formando Malasia en 1963. Sin embargo, pronto se evidenciaron las diferencias, por lo que Singapur fue expulsada de Malasia y se convirtió en una república independiente el 9 de agosto de 1965.
Para poder hacer frente al desempleo y a una grave crisis inmobiliaria , Singapur inició un programa de modernización, que se centró sobre todo en la creación de manufacturas, el desarrollo de grandes urbanizaciones y altas inversiones en educación pública. Desde su independencia, la economía de Singapur ha crecido de media un 9 % anual. En la década de 1990, el estado se convirtió en una de las naciones más prósperas del mundo, con una fuerte economía de mercado libre, una gran exportación internacional, y uno de los PIB per cápita más elevados de Asia.

## Singapur antigua

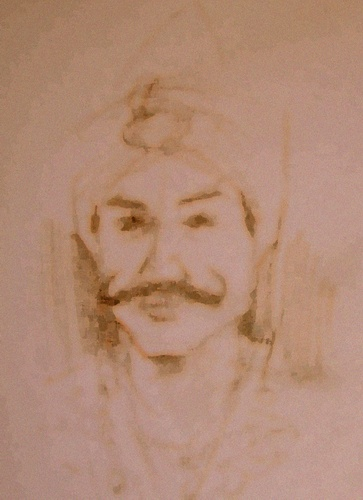
Impresión artística de Parameswara, quien gobernó Singapur en la década de 1390.

El primer escrito sobre Singapur del que se tiene constancia es una narración china del siglo III en la que se describe la isla de Pu Luo Chung (en chino: 蒲罗中) en la península de Malaca. Este nombre es una transliteración del malayo "Pulau Ujong", que significa "la isla del final". El escrito Sejarah Melayu (Anales Malayos), considerado casi una narración mitológica, encierra entre sus lomos la historia del príncipe Sri Tri Buana, también conocido como Sang Nila Utama, quien llegó a la isla en el siglo XIII. Según la narración, el príncipe avistó una criatura extraña, creyendo erróneamente que se trataba de un león, por lo que identificó a este animal como signo de identidad de aquellas tierras, y fundó el poblado "Singapura", que significa "ciudad de los leones" en sánscrito.
En 1320, el Imperio mongol envió una misión comercial a un lugar llamado Long Ya Men, que se cree que se trata de Keppel Harbour, situado en el sureste de la isla. El viajero chino Wang Dayuan visitó la isla sobre el año 1330, y describió un poblado llamado Dan Ma Xi (en chino: 淡马锡, del malayo Tamasik), en el que habitaban tanto chinos como malayos. El Nagarakretagama, un poema épico en javanés escrito en 1365, también se refiere al poblado de la isla con el nombre de Temasek ("la ciudad del mar"). Excavaciones recientes en Fort Canning Park han encontrado evidencias de que, en el siglo XIV, Singapur fue un importante y concurrido enclave comercial.
En la década de 1390, el príncipe Parameswara, después de ser derrocado por el Imperio Majapahit, huyó hacia Temasek. Parameswara gobernó la isla durante varios años, hasta que fue obligado a marcharse a Malaca, donde fundó el sultanato de Malaca. Singapur se convirtió en un importante puerto comercial con el sultanato de Malaca, y más tarde, con el sultanato de Johore. En 1613, los portugueses incendiaron el poblado, y la isla se hundió en el olvido.

## Fundación de la Singapur moderna (1819)

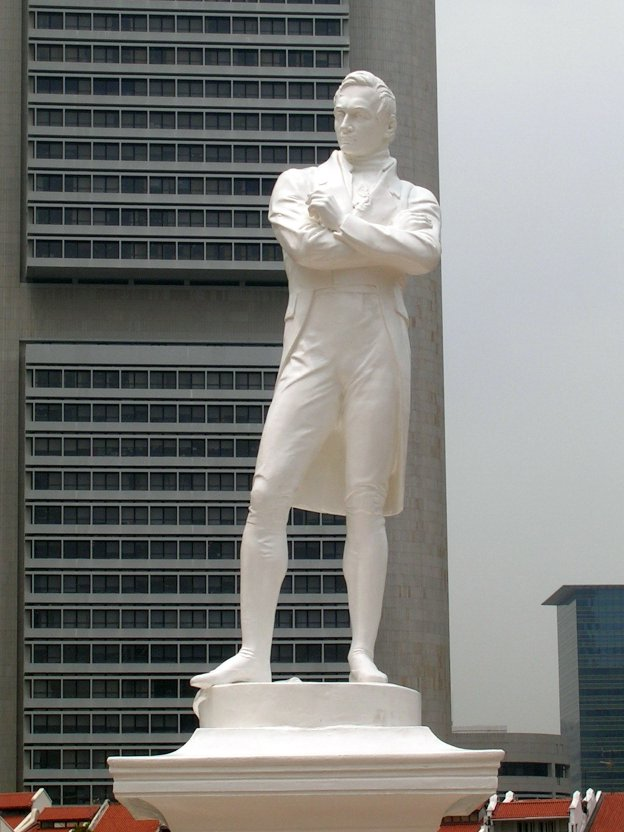
Estatua de Raffles esculpida por Thomas Woolner. Está situada cerca del lugar donde desembarcó en 1819.

Entre los siglos XVI y XIX, el archipiélago de Insulindia fue sometiéndose poco a poco a las colonias europeas, comenzando en 1509 con la llegada de los portugueses a Malaca. Durante el siglo XVII, el Imperio neerlandés tomó el control de la mayoría de los puertos de la región, relegando a los portugueses a un segundo plano. Los neerlandeses se hicieron con el monopolio comercial del archipiélago, sobre todo en el comercio de especias, el producto más importante de la región por aquel entonces. Otras colonias europeas, como la británica, tuvieron mucha menor presencia en aquel momento.
En 1818, Thomas Stamford Raffles fue nombrado Teniente Gobernador de la colonia británica en la provincia indonesia de Bengkulu. Raffles fue determinante a la hora de mermar el poder de los neerlandeses en el archipiélago, empezando por la ruta comercial entre China y el Raj Británico, ruta de vital importancia sobre todo por el comercio del opio en China. Los neerlandeses habían asfixiado el comercio del Imperio británico en la región mediante la prohibición del comercio británico en los puertos bajo dominio neerlandés, o imponiéndoles altas tarifas. Raffles construyó un puerto en el estrecho de Malaca, un enclave vital para el comercio entre China e India, con la esperanza de hacer frente a los neerlandeses. Convenció a Francis Rawdon-Hastings, el Gobernador General de la India y a su superior de la Compañía Británica de las Indias Orientales para financiar una nueva base británica en la región.
Raffles llegó a Singapur el 29 de enero de 1819 y no tardó en darse cuenta de que la isla era un emplazamiento perfecto para el puerto. Se trataba de un lugar situado al sur de la península de Malaca, cerca del concurrido estrecho de Malaca, con abastecimiento de agua fresca, y con mucha madera para la reparación de barcos, un lugar ideal para la colocación del puerto. Raffles fundó allí una pequeña colonia de apenas varios cientos de habitantes, encabezado por Temenggong. La isla se encontraba bajo el mandato de Tengku Rahman, sultán de Johore. Sin embargo, el poder del sultán se encontraba debilitado en la región, y Temenggong y sus oficiales se mantenían fieles a Tengku Hussein (el hermano mayor de Tengku Rahman), quien estaba exiliado en el archipiélago de Riau. Con ayuda de Temenggong, Raffles convenció a Tengku Hussein para que volviera a Singapur, y se le reconoció como el verdadero sultán de Johore a costa de un pago anual. Hussein permitió así la construcción del puerto británico y Raffles estableció un puesto comercial en Singapur. El 6 de febrero de 1819 se firma un tratado oficial, naciendo así la Singapur moderna.

## Desarrollo inicial (1819-1826)

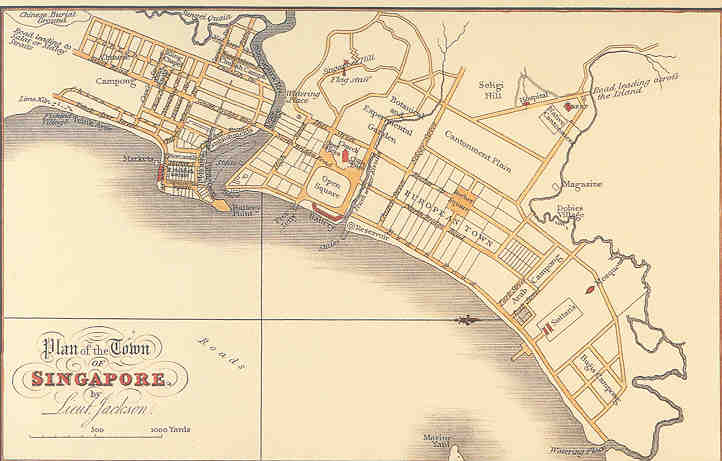
Plan de la Ciudad de Singapur, también conocido como el Plan Jackson o el Plan Raffles.

Después de firmar el tratado, Raffles volvió a Bengkulu y dejó al comandante William Farquhar a cargo de la nueva colonia, junto con un pequeño regimiento de soldados indios y algunas armas de artillería. Establecer un puerto comercial desde cero conlleva un enorme esfuerzo, pero el proyecto gozaba de una buena financiación, y Raffles había decidido que sería un puerto libre. El poblado fue creciendo velozmente, y la noticia de la construcción del puerto libre se propagó vertiginosamente por todo el archipiélago. En poco tiempo, comerciantes árabes y chinos acudieron en masa hacia la isla, con el fin de evitar los altos impuestos de los puertos neerlandeses. Durante el primer año, los ingresos del comercio rondaron los 400 000$ (real de a 8 o dólar español). En 1821 la población de la isla aumentó en 5000 habitantes y el volumen del comercio fue de 8 millones de dólares. La población superó los 10 000 habitantes en 1825, manejando cifras de 22 millones de dólares, y superando en ingresos al prestigioso puerto de Penang.
Raffles regresó a Singapur en 1822 y fue decisivo en muchas de las decisiones de Farquhar, a pesar de que este había acertado hasta entonces en todo lo que había realizado durante su mandato en estos primeros años. Para aumentar los ingresos, Farquhar había recurrido a vender licencias para permitir los juegos de azar y la venta de opio, cosas con las que Raffles no estaba para nada de acuerdo, considerándolas males sociales. Escandalizado por el descontrol que estaba sufriendo la colonia, Raffles redactó una serie de nuevas políticas para el poblado. También se encargó de organizar Singapur, subdividiéndola mediante el Plan de Raffles de Singapur. Hoy en día todavía queda huella de aquella organización en los barrios étnicos de la ciudad.
El 7 de junio de 1823, Raffles firmó un segundo tratado con el sultán y Temenggong, el cual extendía la posesión del Imperio británico en la isla. Tanto el sultán como Temenggong negociaron la mayoría de los derechos administrativos de la isla, incluida la recogida de las tasas portuarias a cambio de una suma que ascendía a 1500$ y 800$ respectivamente al mes de por vida. Este acuerdo permitió que la isla quedase gobernada bajo la legislación inglesa, pero teniendo en cuenta las costumbres, tradiciones y religión de la zona. Raffles reemplazó como gobernador a Farquhar por John Crawfurd, un eficiente y prudente administrador. En octubre de 1823 Raffles partió hacia Gran Bretaña y jamás volvió a Singapur. Murió en 1826, a los 44 años.

## Las Colonias del Estrecho (1826-1867)

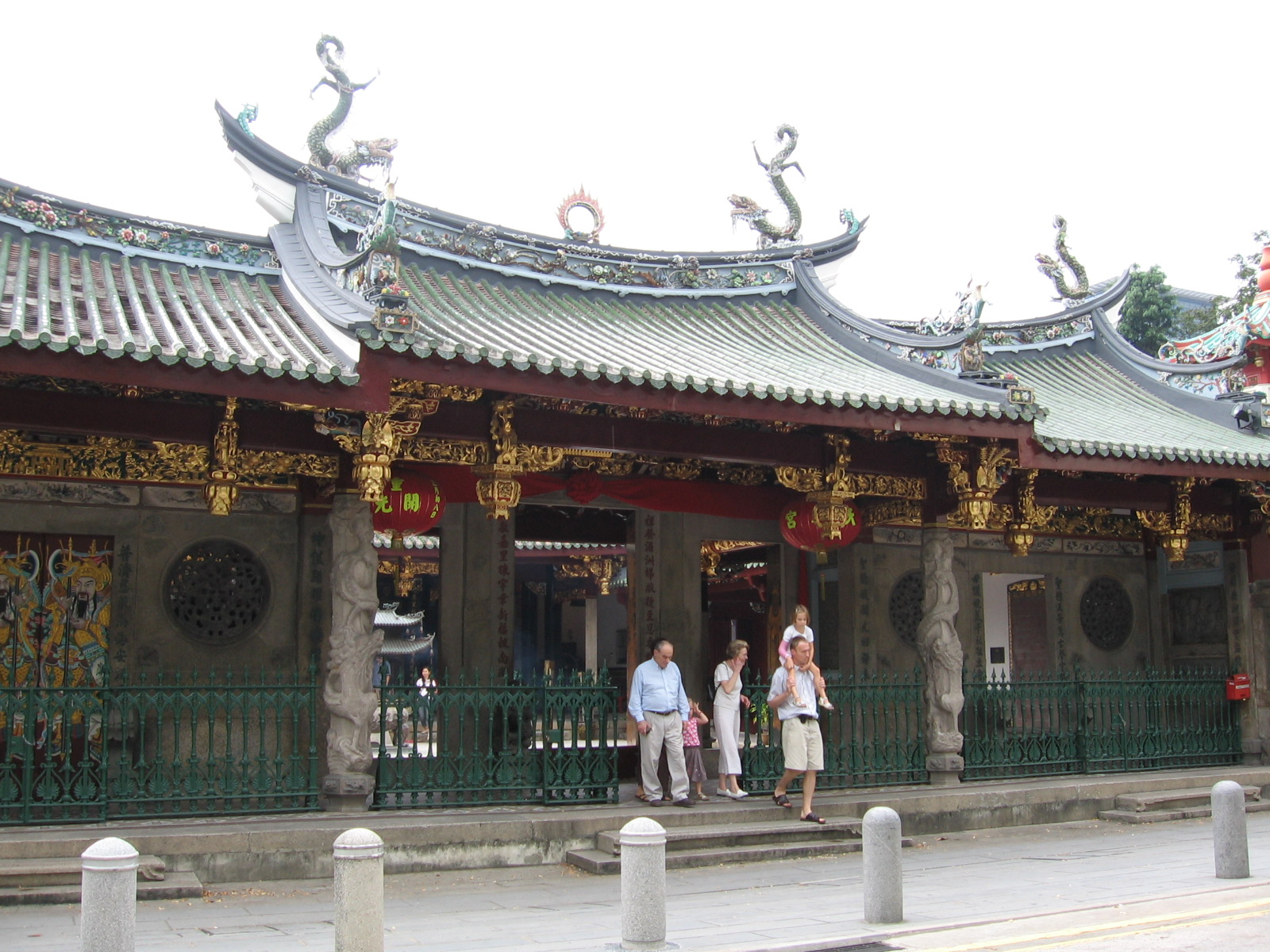
El templo de Thian Hock Keng, terminado en 1842, sirvió como lugar de oración a los primeros inmigrantes.

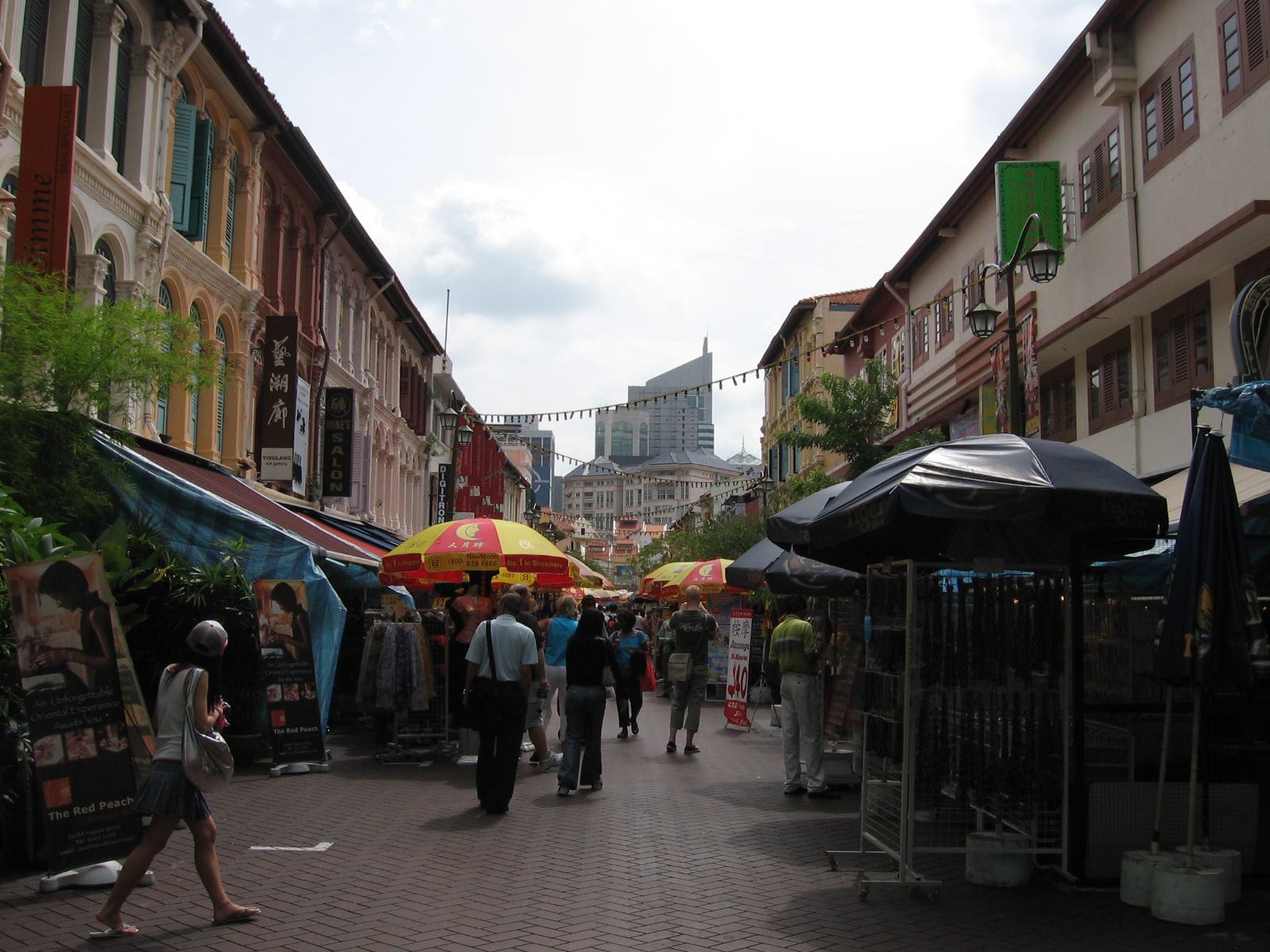
Casas restauradas a lo largo de una calle de Chinatown. Reflejan la arquitectura victoriana de los edificios construidos en Singapur durante el período precolonial.

El puesto avanzado británico en Singapur se puso en duda en un principio debido a las protestas del gobierno neerlandés de que los británicos habían violado su esfera de influencias. Pero Singapur enseguida se convirtió en un importante puesto comercial, consolidando el poder británico en la isla, y haciéndose oficial en el Tratado anglo-neerlandés de 1824, dividiendo así el archipiélago Malayo entre dos colonias fuertemente establecidas. La región norteña del Estrecho de Malaca, incluyendo Singapur, se encontraba bajo dominio británico. En 1826, Singapur, Penang y Malaca se unieron formando las Colonias Británicas de los Estrechos (Straits Settlements), administrados por la Compañía Británica de las Indias Orientales.
En las décadas posteriores, Singapur creció hasta convertirse en un importante puerto de la región. Su éxito se debió a varias razones, entre ellas la apertura de mercado en China, la llegada de los barcos de vapor, y la producción de caucho y estaño en Malasia. El hecho de ser un puerto libre le proporcionó una gran ventaja sobre otras ciudades portuarias coloniales de Batavia (Yakarta) y Manila, donde se recaudaban impuestos, y atrajo a multitud de comerciantes chinos, malayos, árabes, e indios. La apertura del Canal de Suez en 1869 aumentó las posibilidades de comercio con Singapur. En 1880, 1,5 millones de toneladas de mercancías pasaban cada año por Singapur, lo que representaba el 80 % del total transportado por barcos de vapor. El comercio libre de impuestos floreció en la ciudad, y muchas casas mercantes se establecieron en Singapur, en su mayoría por empresas europeas, aunque también se instalaron mercantes judíos, chinos, árabes, armenios, e indios. También había intermediarios chinos que manejaban el comercio entre los mercantes europeos y asiáticos.
En 1827 los chinos eran el grupo étnico mayoritario en Singapur. Se trataba de los Baba-Nyonya, quienes eran descendientes de los colonizadores chinos, y los culíes chinos, quienes huyeron hacia Singapur para escapar de los apuros económicos que causó la guerra del Opio en el sureste de China. Muchos llegaron a Singapur en condición de trabajadores contratados, y eran varones en su mayoría. Los malayos eran el segundo grupo étnico predominante hasta la década de 1860, trabajaban normalmente como pescadores, artesanos, o como asalariados viviendo en zonas rurales. En 1860 los indios se convirtieron en la segunda etnia mayoritaria de Singapur, tratándose de trabajadores no cualificados, comerciantes, o convictos enviados allí para desempeñar trabajos en obras públicas como la limpieza de las junglas y la creación de carreteras. También había tropas de indios cipayos guarnicionadas en Singapur por los británicos.
A pesar del impresionante crecimiento de Singapur, la administración de la isla era ineficaz, estaba desatendida, y no se preocupaba por el bienestar de la población. Los gobernantes observaban lo que pasaba desde la India, y tanto el lenguaje como la cultura local de Singapur les eran desconocidos. Si bien es cierto que la población de Singapur se había cuadriplicado desde 1830 hasta 1867, el tamaño del servicio civil del gobierno no había cambiado en absoluto desde entonces. Esto causó que la mayor parte de la población no tuviera acceso a los servicios sanitarios públicos, y varias enfermedades como el cólera y la viruela causaron graves problemas de salud. El resultado de esta inefectividad política, el predominio de varones en la región y el alto analfabetismo, fue el de una sociedad desorganizada y caótica. En 1850 solo se disponía de 12 oficiales de policía para una población cercana a los 60 000 habitantes. La prostitución, el juego, y el abuso de las drogas (concretamente opio) estaba descontrolado y era muy frecuente en la sociedad. Las sociedades secretas chinas (el equivalente actual a las tríadas) se volvieron tremendamente poderosas, y algunas de ellas tenían decenas de miles de miembros. Las luchas territoriales entre las sociedades rivales dejaban de vez en cuando cientos de muertos, y los intentos por reprimirlas tuvieron un éxito limitado.

## Las colonias de la Corona británica (1867-1942)

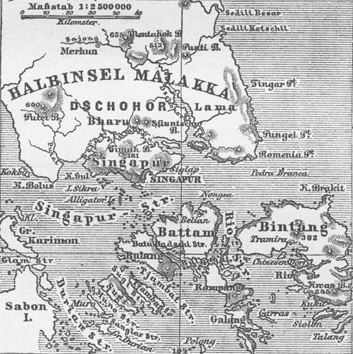
Mapa alemán de Singapur del año 1888.

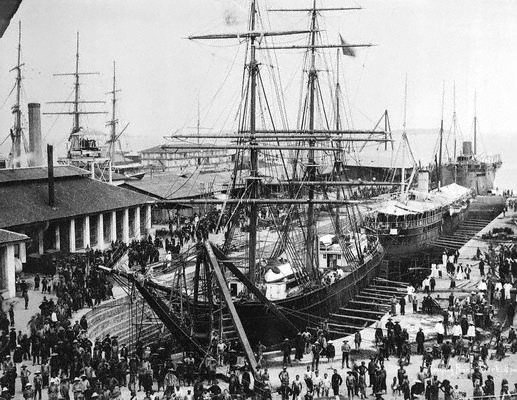
El Puerto Victoria, Tanjong Pagar, en plena actividad durante la década de 1890.

Singapur continuó su desarrollo, y las deficiencias administrativas de las Colonias del Estrecho se volvieron preocupantes. La comunidad mercante de la zona comenzaba a manifestarse en contra de la legislación británica. El 1 de abril de 1867, el gobierno británico acordó un convenio para que las Colonias del Estrecho fueran una colonia de la corona independiente. Esta nueva colonia estuvo al mando de un gobernador bajo la supervisión del Secretario de Estado para las Colonias de Londres. Este nuevo gobernador era auxiliado por un consejo ejecutivo y un consejo legislativo. Aunque los miembros de ambos consejos no podían ser elegidos, con el paso del tiempo el número de miembros locales fue aumentando.
El gobierno colonial emprendió entonces la tarea de solventar los problemas que la sociedad de Singapur estaba atravesando. En 1877, se estableció un Protectorado Chino a cargo de William A. Pickering para atender las necesidades de la comunidad china, especialmente para controlar los abusos del comercio de los coolies y para proteger a las mujeres chinas de la prostitución forzada. En 1889 el gobernador Cecil Clementi Smith prohibió las sociedades secretas, conduciéndolas hacia la clandestinidad. No obstante, multitud de problemas sociales quedaron sin solventarse, incluida la escasez de viviendas, el pésimo estado sanitario de la ciudad, y la deplorable calidad de vida. En 1906, los Tongmenghui, una organización revolucionaria china con el propósito de derrocar a la Dinastía Qing, y dirigida por Sun Yat-sen, fundó la sucursal Nanyang en Singapur, que se empleó como sede de la organización en el Sudeste Asiático. La población inmigrante china de Singapur contribuyó generosamente con Tongmenghui, quien en 1911, organizó la Revolución de Xinhai, la cual dio lugar más tarde a la República de China.
Singapur no se vio apenas afectada por la Primera Guerra Mundial (1914-1918), ya que el conflicto no se extendió por el Sudeste Asiático. El único hecho realmente significativo durante la guerra fue un motín acontecido en 1915 por los indios musulmanes cipayos del ejército británico guarnicionados en Singapur. Al escuchar rumores de que iban a ser enviados a luchar contra el Imperio otomano, los soldados se sublevaron, matando a sus oficiales y a varios civiles británicos antes de ser reprimidos por tropas llegadas desde Johore y Birmania. Al finalizar la guerra, el gobierno británico envió recursos para la creación de una base naval en Singapur, con el fin de disuadir la creciente ambición del Imperio Japonés. Terminada en 1939, y con un coste de 500 millones de dólares, la base naval podía presumir de ser el dique seco más grande del mundo por aquel entonces, el tercer muelle flotante, y tener una reserva de combustible suficiente como para abastecer a la marina británica al completo durante seis meses. Estaba defendida por cañones navales pesados de 15 pulgadas y por escuadrones de la Real Fuerza Aérea estacionados en la base aérea de Tengah. Winston Churchill lo definió como el "Gibraltar del Este". Desafortunadamente para los británicos, la base no albergaba ninguna flota de manera permanente. La flota británica se encontraba estacionada en Europa pero se tenía planeado el envío rápido de naves a Singapur en cuanto surgiera algún problema. Sin embargo, la Segunda Guerra Mundial estalló en 1939 y la flota se ocupó en defender Gran Bretaña en la batalla de Inglaterra.

## La Batalla de Singapur y la ocupación japonesa (1942-1945)

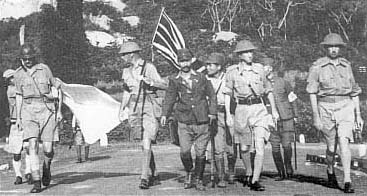
El teniente general Arthur Percival, guiado por un oficial japonés, marcha bajo la bandera del alto el fuego para negociar la rendición de las fuerzas aliadas en Singapur, el 15 de febrero de 1942.

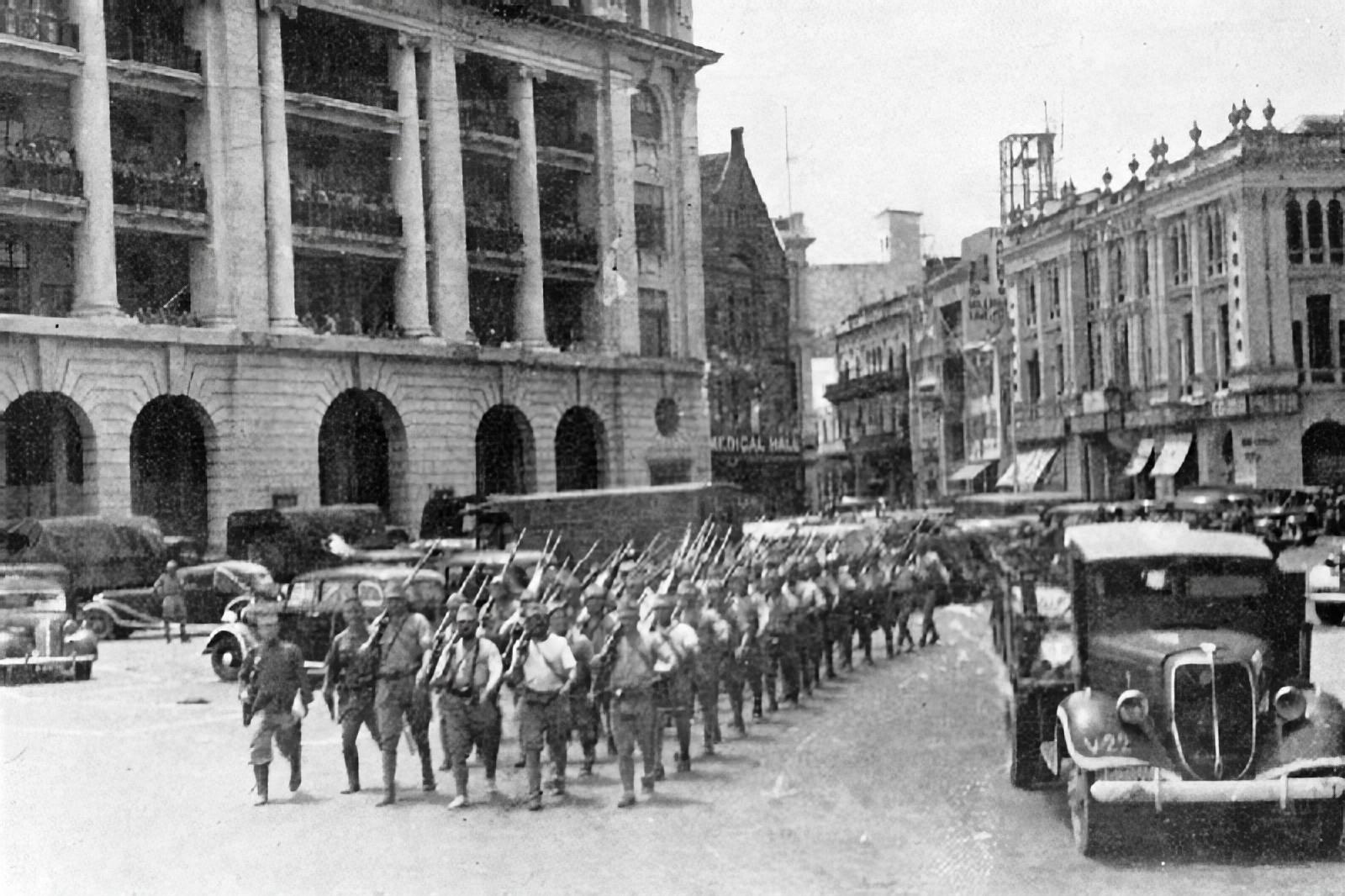
Las tropas japonesas marchan victoriosas por el centro de la ciudad. Febrero de 1942.

El gobierno japonés había planeado conquistar el Sudeste Asiático para asegurarse el suministro de materias primas como el petróleo y el caucho con las que abastecer su ejército y sus industrias. Singapur disponía de la principal base naval aliada de la región, por lo que constituía un claro objetivo militar. Los comandantes militares británicos de Singapur creían que el inevitable ataque japonés vendría desde el sur por el mar, pues la densa selva malaya del norte serviría como barrera natural contra una invasión terrestre. Los británicos habían preparado no obstante un plan de defensa contra un posible ataque por el norte, pero nunca llegaron a completar los preparativos. El ejército estaba convencido de que la fortaleza de Singapur resistiría cualquier ataque japonés y esta confianza se vio reforzada con el envío hacia Singapur de la Fuerza Z, un escuadrón británico formado principalmente por el acorazado HMS Prince of Wales y el crucero HMS Repulse. El portaaviones HMS Indomitable iba a acompañar al escuadrón en la defensa de Singapur pero se encalló durante la travesía, dejando al escuadrón sin cobertura aérea.
El 5 de diciembre de 1941, el gobernador de Singapur, Shenton Thomas, y el comandante de la fuerza aérea británica en la zona recibieron informes sobre una invasión japonesa inminente pero prefirieron no activar el plan de defensa de Malaya para no alarmar a la población.
El 7 de diciembre Japón atacó Pearl Harbor y otras posesiones estadounidenses y británicas en el Pacífico, con lo que dio comienzo la guerra del Pacífico. La fuerza aérea japonesa atacó el aeródromo de Singapur y destruyó en tierra al 90% de los aviones británicos.
El 8 de diciembre las fuerzas japonesas desembarcaron en Kota Bharu, en el norte de Malaya. Apenas dos días después, el Prince of Wales y el Repulse, que habían salido al encuentro de la flota invasora, fueron hundidos por aviones japoneses en la batalla del golfo de Siam cerca de Pahang, en la derrota más bochornosa de la marina británica de toda la Segunda Guerra Mundial. El apoyo aéreo aliado no llegó a tiempo para proteger a los dos barcos. Después de este incidente, Singapur y Malaya sufrieron constantes ataques aéreos, incluidos varios dirigidos hacia estructuras civiles como hospitales o viviendas, causando desde decenas hasta centenares de bajas en cada ataque.
El ejército japonés avanzaba rápidamente hacia el sur por la península de Malaca, pulverizando o sorteando la resistencia aliada a pesar de su inferioridad numérica. Las fuerzas aliadas no poseían carros de combate al considerarlos inapropiados para la selva tropical, y su numerosa infantería carecía de experiencia previa en combate y se mostró impotente ante los tanques ligeros de los japoneses. Como la resistencia se mostraba ineficaz al ataque, las fuerzas aliadas se vieron obligadas a retroceder hacia el sur, hacia Singapur. El 31 de enero de 1942, apenas 55 días después de la invasión, los japoneses ya habían conquistado toda la península de Malaca, y el ataque a Singapur era inminente.
Los aliados, con la intención de frenar el avance de las tropas japonesas, destruyeron el paso elevado que unía Johore con Singapur. Sin embargo, varios días después los japoneses lograron cruzar el estrecho de Johore en botes inflables. Durante este período se llevaron a cabo algunos combates de las fuerzas aliadas, incluyendo voluntarios civiles de Singapur, contra el ejército japonés, como por ejemplo la Batalla de Pasir Panjang. Sin embargo, con la mayoría de las defensas destrozadas y los suministros agotados, el teniente general Arthur Ernest Percival se rindió y no tuvo más remedio que entregar Singapur al general Tomoyuki Yamashita, del Ejército Imperial Japonés en el día de año nuevo chino, el 15 de febrero de 1942. Alrededor de 130 000 tropas indias, australianas, y británicas se convirtieron en prisioneras de guerra, muchas de las cuales serían transportadas posteriormente a Birmania, Japón, Corea, y Manchuria en los denominados  "barcos del infierno" para su utilización como mano de obra esclava. La derrota en Singapur ha sido considerada el mayor fracaso de las fuerzas armadas británicas en su historia.
Singapur fue renombrada Syonan-to (en japonés: 昭南島 Shōnan-tō, "Luz de la isla del sur") y los japoneses la ocuparon entre 1942 y 1945. Esta etapa es la más oscura de toda la historia de Singapur, pues el ejército japonés impuso duras medidas contra la población. Las tropas japonesas cometieron numerosas atrocidades, especialmente por parte de los Kempeitai, la policía militar japonesa. Fueron ellos los autores de la masacre de Sook, donde murieron multitud de civiles chinos, por haber respaldado la segunda guerra sino-japonesa. Las ejecuciones en masa se llevaron entre 25.000 y 50.000 vidas en Malaya y Singapur. El resto de la población atravesó grandes dificultades durante los tres años y medio de ocupación japonesa.

## Posguerra (1945-1955)

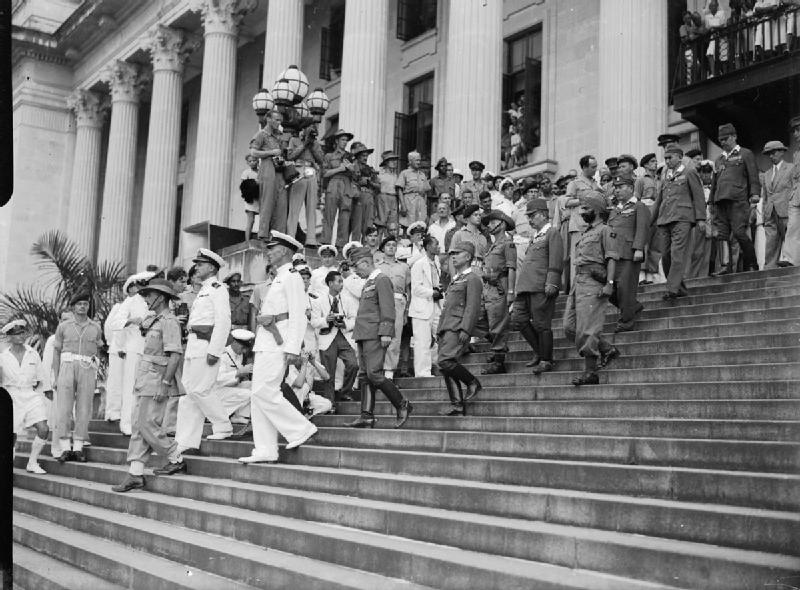
Rendición de Japón en Singapur, el 12 de septiembre de 1945. La delegación japonesa abandona el edificio después de la ceremonia de rendición.

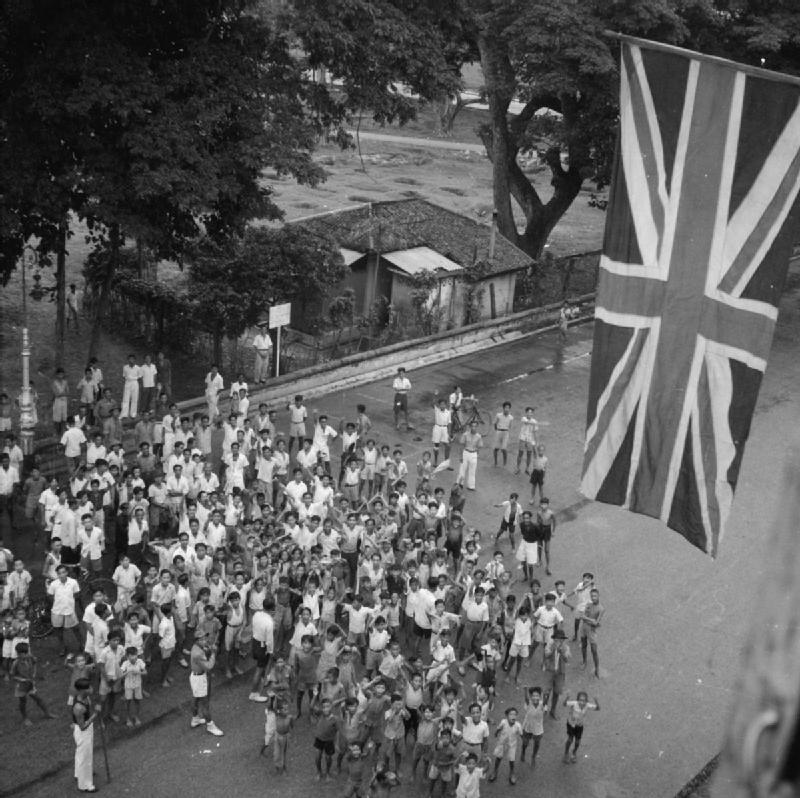
Una bandera británica ondea sobre la multitud, que vitorea la llegada de las tropas británicas a Singapur, marcando el fin de los tres años y medio de ocupación japonesa. 5 de septiembre de 1945.

Después de la rendición de Japón el 15 de agosto de 1945, Singapur estuvo un tiempo en estado de anomia, y durante ese tiempo se cometieron multitud de vandalismos, saqueos, y asesinatos vengativos. El 15 de septiembre de 1945 las tropas británicas, dirigidas por Louis Mountbatten, regresaron a Singapur para reconocer oficialmente la rendición de las fuerzas japonesas de Seishirō Itagaki, en representación de Hisaichi Terauchi, y se formó una administración militar británica para gobernar la isla hasta marzo de 1946. La mayor parte de la infraestructura urbana había quedado arrasada en la guerra, incluidos los suministros de agua y electricidad, los servicios telefónicos, y las instalaciones del Puerto de Singapur. La gran escasez de alimentos causó graves problemas de malnutrición y ocasionó una ola desenfrenada de enfermedades, crímenes, y violencia. El alto precio de los alimentos, el desempleo, y el descontento de los trabajadores, culminó en una serie de huelgas en 1947, paralizando el transporte público y otros muchos servicios. A finales de 1947, la economía comenzó a recobrar el rumbo, agilizada por la creciente demanda mundial de corcho y estaño, pero todavía se tardarían varios años más para que la economía alcanzase los niveles anteriores a la guerra.
El fracaso británico en la defensa de Singapur les restó toda la credibilidad que poseían como gobernantes infalibles. En las décadas posteriores a la guerra se produjo un despertar político por parte de la población local, y emergieron los sentimientos antiimperialistas y nacionalistas, plasmándose mediante el eslogan "Merdeka", que en malayo significa "independencia". Los británicos, por su parte, estaban dispuestos a aumentar gradualmente la autogestión del país. El 1 de abril de 1946, las Colonias del Estrecho se separaron, y Singapur se convirtió en una colonia de la corona separada, gobernada por un administrador civil. En julio de 1947, se establecieron los consejos ejecutivos y legislativos, y se programaron las elecciones de seis miembros del consejo legislativo para el siguiente año.

### Primer consejo legislativo (1948-1951)
En marzo de 1948 tuvieron lugar las primeras elecciones en Singapur, y se limitaron a la elección de solamente seis de los veinticinco escaños del consejo legislativo. Además, sólo tenían derecho a voto los súbditos británicos, y, de ellos, sólo 23 000 (aproximadamente el 10%) se registraron para votar. Los demás representantes del consejo legislativo eran elegidos por el gobierno o por las cámaras de comercio. De los seis escaños que el pueblo podía elegir, tres de ellos se los llevó el Partido Progresista (SPP), un partido conservador dirigido por adinerados empresarios, que rechazaban la independencia como opción inmediata. Los otros tres escaños los ocuparon distintos partidos independentistas.
Tres meses después de las elecciones, varios grupos comunistas llevaron a cabo un levantamiento armado en Malaya, y los británicos impusieron duras medidas de control con tal de mantener controlados a los grupos izquierdistas en Singapur y Malaya, y además se impuso una polémica ley que permitía al gobierno el derecho de arrestar y detener sin la necesidad de un juicio previo a personas sospechosas de ser "amenazas para la seguridad". Como los grupos izquierdistas eran los principales detractores del sistema colonial, el progreso del autogobierno se paralizó durante varios años.

### Segundo consejo legislativo (1951-1955)
En 1951 se realizaron unas segundas elecciones para el consejo legislativo. En esta ocasión, el número de escaños representados en las elecciones ascendió a nueve. Las elecciones estuvieron dominadas de nuevo por el SPP, partido que cosechó seis escaños. Si bien es cierto que este hecho contribuyó a la creación de un gobierno local en Singapur, el poder de la administración colonial todavía era dominante. En 1953, con los comunistas hallándose totalmente reprimidos en la región, una comisión británica, encabezada por George William Rendel, propuso una forma limitada de autogobierno de Singapur. El consejo legislativo fue reemplazado por una nueva asamblea legislativa formada por treinta y dos escaños, veinticinco de los cuales elegidos en los sufragios. El gabinete estaría formado por un consejo de ministros y por el jefe de Gobierno, por lo que se trataría de un sistema parlamentario. Los británicos conservarían cierto control en varias áreas, como la seguridad interna, las relaciones exteriores, y el poder de veto sobre la legislación.
En 2 de abril de 1955 se efectuaron las elecciones para la asamblea legislativa. Resultaron ser muy activas y participativas, con el ingreso de nuevos partidos políticos. Sin embargo, esta vez los votantes estaban registrados directamente, cosa que no ocurría en los anteriores comicios, y expandiendo así el electorado sobre los 300 000 participantes. El SPP resultó ser el gran derrotado de las elecciones, consiguiendo solamente cuatro escaños. El partido que obtuvo más votos fue el recién formado Labour Front, de tendencia izquierdista, consiguiendo diez escaños y formando una coalición con la Alianza UMNO-MCA, la cual ganó tres escaños. Otro recién formado, el partido izquierdista Partido de Acción Popular (PAP), consiguió tres escaños.

## Autogobierno (1955-1963)

### Autonomía parcial (1955-1959)
David Marshall, líder del partido Labour Front, se convirtió en el primer jefe de Gobierno de Singapur. Presidió un gobierno con altas inestabilidades, recibiendo poca o nula colaboración tanto del gobierno colonial como del resto de partidos políticos. El descontento social iba en aumento, y en mayo de 1955, estalló la revuelta de Hock Lee, causando cuatro muertos y desprestigiando el gobierno de Marshall. En 1956 estalla la revuelta de la Escuela Secundaria China entre sus estudiantes, incrementando todavía más la tensión entre el gobierno local y los estudiantes y sindicatos chinos, con claras tendencias comunistas.
En abril de 1956, Marshall estuvo al frente de una delegación en Londres para negociar una autonomía completa, pero las discusiones finalizaron sin éxito, pues los británicos no estaban dispuestos a abandonar el control de la seguridad interna de Singapur. Los británicos estaban muy preocupados por las posibles influencias comunistas y por las numerosas huelgas que podrían hacer que la economía de Singapur se desestabilizara, además, pensaban que el gobierno local de Singapur se había mostrado inefectivo ante los disturbios anteriores. Marshall dimitió tras la ruptura de las negociaciones.
El nuevo ministro jefe, Lim Yew Hock, lanzó una ofensiva contra los grupos comunistas e izquierdistas, encarcelando a numerosos dirigentes sindicalistas y miembros pro-comunistas del PAP bajo la acusación de "alterar la seguridad". El gobierno británico dio el visto bueno a estas medidas, y cuando en marzo de 1957 se reiniciaron las negociaciones, el gobierno británico dio por fin luz verde al autogobierno completo de Singapur. Se creó así el Estado de Singapur, con su propia ciudadanía. La asamblea legislativa se expandió a cincuenta y un miembros, todos escogidos mediante elección popular, y el primer ministro, junto con el gabinete, controlarían todos los aspectos del gobierno, excepto las relaciones exteriores y la defensa. El gobernador fue reemplazado por un Yang di-Pertuan Negara (jefe de Estado).

### Autonomía total (1959-1963)
En mayo de 1959 se celebran unas nuevas elecciones para la asamblea legislativa. El Partido de acción popular (PAP) arrasó en las elecciones consiguiendo cuarenta y tres de los cincuenta y un escaños. Su éxito se basó en ganarse la aceptación de la población de habla china, sobre todo de los sindicatos y de las organizaciones estudiantiles radicales. Su líder, Lee Kuan Yew, un joven abogado que estudió en la Universidad de Cambridge, se convirtió en el primer ministro de Singapur en 1961.
Los empresarios, tanto locales como extranjeros, acogieron la victoria del PAP con cierto desánimo, pues muchos integrantes del partido eran pro-comunistas, y muchas empresas fueron desplazadas a Kuala Lumpur por este motivo. A pesar de ello, el gobierno del PAP se embarcó en un ambicioso proyecto que se centraba en solucionar los problemas económicos y sociales de Singapur. El desarrollo económico estaba supervisado por el nuevo ministro de Hacienda Goh Keng Swee, cuya estrategia era incitar a la inversión tanto local como extranjera con varias medidas, entre ellas los incentivos fiscales o la construcción de un gran polígono industrial en Jurong. Se reformó el sistema educativo para la formación de mano de obra cualificada, y se promovió el inglés por delante del chino como idioma oficial de enseñanza. Los sindicatos se consolidaron en una sola organización central, llamada Congreso Nacional de los Sindicatos (NTUC), con el fin de eliminar el malestar laboral. Referente a las reformas sociales, se llevó a cabo un agresivo proyecto de vivienda, pues ésta estaba suponiendo un grave problema desde hacía tiempo.

### Campaña por la fusión

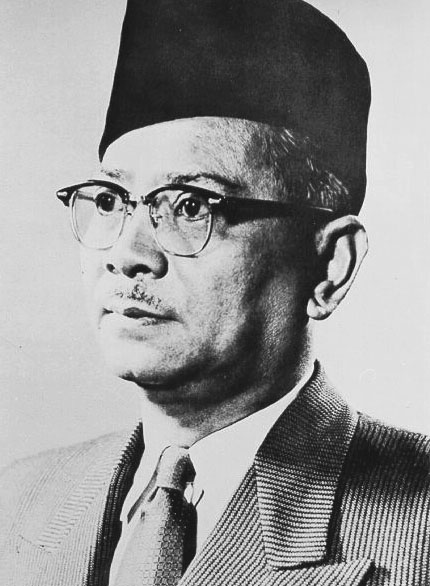
Tunku Abdul Rahman, primer ministro de Malaya. Propuso la formación de la Federación de Malasia el 27 de mayo de 1962.

A pesar del éxito logrado en el anterior gobierno, los dirigentes del PAP pensaban que el futuro de Singapur pasaba por anexionarse con Malaya. Según su criterio, los lazos históricos y económicos entre Malaya y Singapur eran muy fuertes como para continuar siendo naciones separadas, y lucharon enérgicamente por la fusión. Por otra parte, los integrantes pro-comunistas del PAP se oponían firmemente a la fusión, temiendo una pérdida de influencia política y así quedar eclipsados por el partido mayoritario de Malaya, la UMNO, que además era un partido que se reconocía anticomunista. Por su parte, los líderes de la UMNO también se mostraron escépticos a la idea de la anexión debido a que tenían serias dudas del papel del PAP en el gobierno, y además, debido a la alta población china en Singapur, la fusión alteraría el equilibrio racial de la que tanto dependía su poder político. La fusión no se toma en cuenta hasta que, en 1961, Ong Eng Guan, ministro procomunista del PAP, abandona las filas del partido. Los comunistas derrotan al PAP en las elecciones parciales, amenazando con desmontar el gobierno de Lee. Tras este hecho, la UMNO, atemorizado por la posible toma de poder de los comunistas, acepta la fusión. El 27 de mayo, el primer ministro de Malaya, Tunku Abdul Rahman, propuso la idea de formar la Federación de Malasia, que incluía las ya existentes Federación de Malaya, Singapur, Brunéi, y los territorios del Borneo británico de Sabah y Sarawak. Los líderes de la UMNO creían que el alto índice de población malaya en los territorios de Borneo compensaría la población china de Singapur.
La propuesta de Malasia intensificó las disputas entre los comunistas y los moderados dentro del PAP. Los comunistas, liderados por Lim Chin Siong, abandonan el PAP y forman un nuevo partido, llamado Barisan Sosialis (Frente Socialista), para luchar en contra de la anexión. En cambio, Lee convocó un referéndum acerca de la fusión e hizo una intensa campaña de su propuesta, aprovechando la gran influencia que el partido poseía sobre los medios de comunicación. El referéndum, celebrado el 1 de septiembre de 1962, finalizó con el 70% de los votantes a favor de la anexión.
El 9 de julio de 1963, los líderes del gobierno de Singapur, Malaya, Sabah y Sarawak, firmaron oficialmente el Acuerdo de Malasia, estableciendo así la Federación de Malasia.

## Incorporación de Singapur en Malasia (1963–1965)

### Anexión
El 16 de septiembre de 1963, Malaya, Singapur, Sabah y Sarawak, forman Malasia oficialmente. La unión benefició económicamente a Singapur con la creación de un mercado libre común, eliminando los aranceles y aliviando el desempleo. El gobierno británico aprobó la fusión, convencidos de que la seguridad interna de Singapur se vería reforzada con la formación de Malasia.
Ya desde el principio surgieron los problemas. Un partido asociado a la UMNO participó en las Elecciones Generales de Singapur de 1963, a pesar de que la UMNO hizo un pacto con el PAP para que los primeros no participasen en la vida política de Singapur durante los primeros años de formación de Malasia. Aunque la UMNO no obtuvo un gran resultado, las relaciones entre la UMNO y el PAP se deterioraron, y el PAP, a modo de venganza, se presentó a las elecciones federales de 1964 como parte de la Convención Solidaria de Malasia, ganando un escaño en el Parlamento de Malasia.

### Tensión racial
Las tensiones radicales se incrementaron drásticamente en apenas un año, y además formaban parte de la estrategia del partido comunista (Barisan Sosialis) para desacreditar al gobierno de Singapur y al gobierno federal malayo. En particular, la población china de Singapur fue la más afectada, sobre todo por la política de discriminación positiva al colectivo malayo, que les otorgaba privilegios según el artículo 153 de la Constitución de Malasia. Lee Kuan Yew y otros líderes políticos de Singapur lucharon por la igualdad de todas las razas de Malasia.
Mientras tanto, las acusaciones del gobierno federal de Malasia incitaban a la población de raza malaya de Singapur para que creyeran que el PAP estaba maltratando a los malayos. La política exterior también se convirtió en una fuente de problemas cuando Sukarno, el presidente de Indonesia, declaró el estado de confrontación con Malasia e inició actividades militares contra la nación recién formada, incluyendo el bombardeo del MacDonald House, un edificio histórico de Singapur, por los comandos indonesios en marzo de 1965, matando a tres personas. Indonesia también incentivó las acciones de sedición para provocar los enfrentamientos entre malayos y chinos. Se produjeron multitud de disturbios entre las dos razas, y se instauró un toque de queda para restablecer el orden. Los disturbios más famosos fueron los Disturbios Raciales de 1964, que comenzaron el día del nacimiento de Mahoma, el 21 de julio, saldándose con veintitrés muertos y varios cientos de heridos. Durante los disturbios, el transporte se interrumpió, y en consecuencia los precios de los alimentos se dispararon, causando graves apuros al pueblo.
Los gobiernos estatal y federal también atravesaban conflictos económicos. Los dirigentes de la UMNO temían que el dominio económico de Singapur pudiera causar un importante cambio político más allá de Kuala Lumpur. A pesar del acuerdo previo del mercado libre común, el resto de Malasia seguía manteniendo ciertos aranceles con Singapur. En represalia, Singapur se negó a proporcionar a Sabah y a Sarawak la totalidad de los préstamos acordados previamente para el desarrollo económico de los dos estados del este. Las pésimas relaciones se intensificaron todavía más, las conversaciones cesaron, y los abusivos discursos y escritos se convirtieron en rutinarios. Los extremistas de la UMNO reclamaron el arresto de Lee Kuan Yew.

### Separación

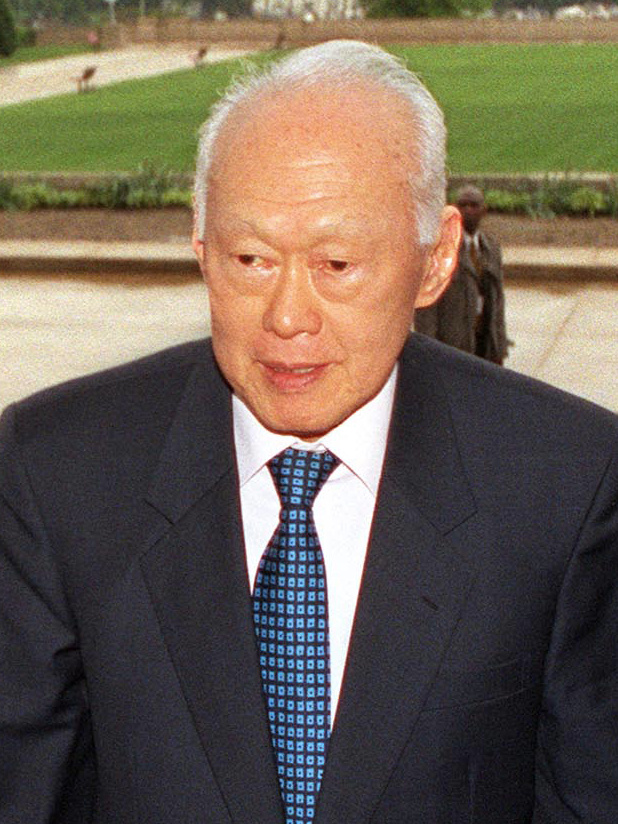
El primer ministro de Singapur, Lee Kuan Yew.

A falta de alternativas para evitar el continuo derramamiento de sangre, el primer ministro de Malasia Tunku Abdul Rahman decidió expulsar a Singapur de la federación. El 9 de agosto de 1965 la expulsión de Singapur se somete a votación en el Parlamento de Malasia, finalizando con un aplastante 126-0 a favor. Ese mismo día, un lacrimoso Lee Kuan Yew anunció en una conferencia de prensa televisada que Singapur era una nación soberana e independiente. La conferencia fue también muy emotiva por momentos, citando textualmente:

Para mí, éste es un momento de angustia. Toda mi vida, mi vida adulta, he creído en la fusión y unidad de ambos territorios.

 El nuevo estado se convirtió en la República de Singapur, y Yusof Ishak fue designado el primer presidente.

## República de Singapur (1965–actualidad)

### 1965 - 1979

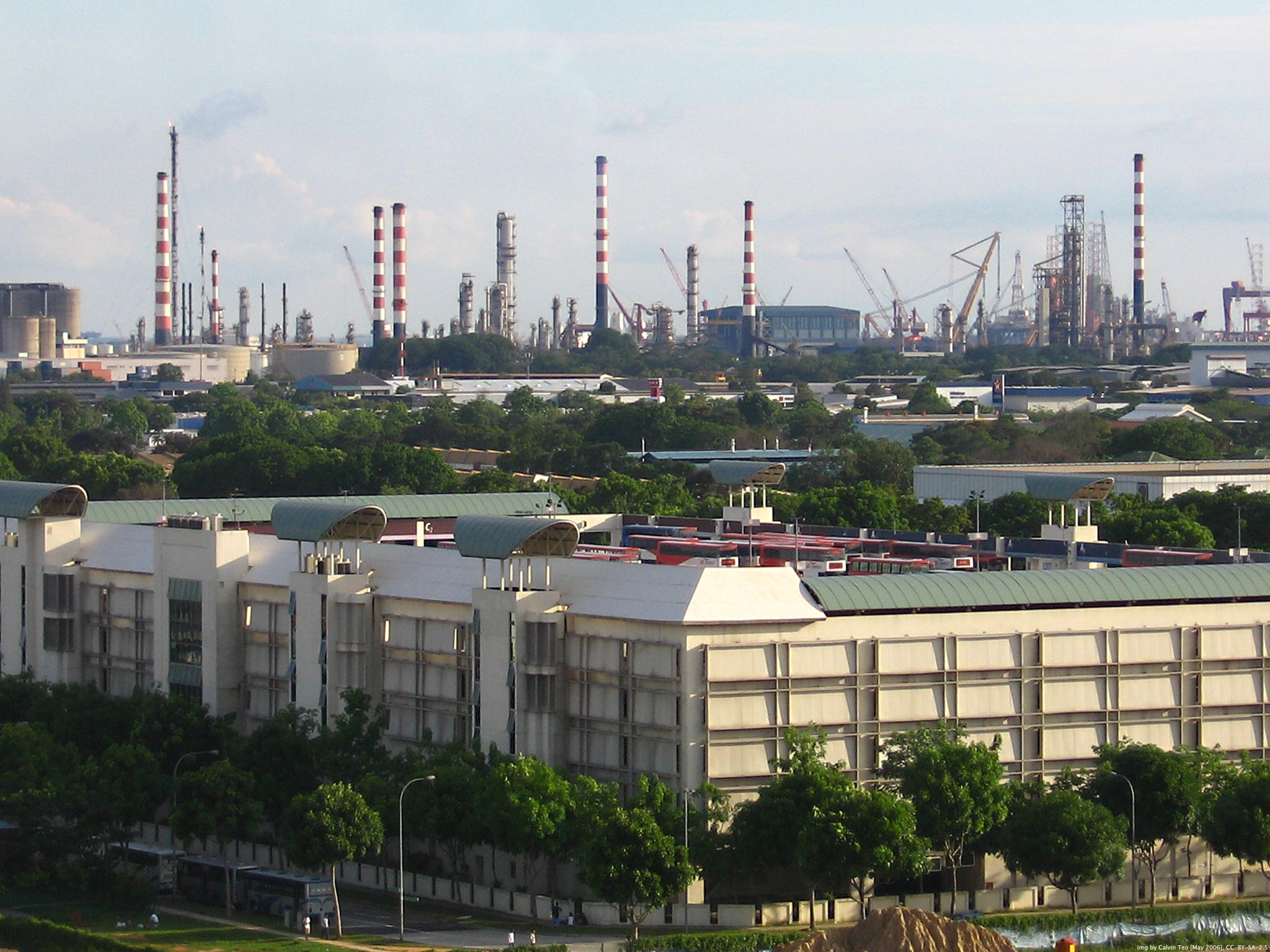
Polígono industrial de Jurong, construido en la década de 1960 para acelerar la industrialización de Singapur.

Después de obtener la independencia, el futuro de Singapur se plago de incertidumbre. La confrontación con Indonesia continuaba, y la facción más conservadora de la UMNO se oponía a la separación, pues Singapur se encontraba en serios peligros de ser atacado por el ejército de Indonesia y podía ser readmitido forzosamente en la federación de Malasia bajo condiciones desfavorables. Singapur solicitó de inmediato el reconocimiento internacional de su soberanía. Entró en las Naciones Unidas el 21 de septiembre de 1965 y en la Mancomunidad Británica de Naciones en octubre del mismo año. El ministro de asuntos exteriores Sinnathamby Rajaratnam encabezó un nuevo servicio exterior, ayudó en la firma de la independencia de Singapur, y mantuvo relaciones públicas con otros países. Más tarde, el 8 de agosto de 1967, Singapur cofundó la Asociación de Naciones del Sudeste Asiático y en 1970 fue admitida en el Movimiento de Países No Alineados.
Sin embargo, el pequeño estado insular de Singapur fue cuestionado por muchos y los medios de comunicación se mostraban escépticos sobre las posibilidades de supervivencia del país. Multitud de problemas presionaban al país, como el alto desempleo, problemas de urbanización, de educación, y la falta de recursos naturales y de accidentes geográficos. El desempleo rondaba el 10%-12%, amenazando con desencadenar nuevos disturbios civiles. 
En 1961 se creó la Junta de Desarrollo Económico de Singapur para formular y aplicar las estrategias económicas nacionales, centrándose sobre todo en el sector de la industria secundaria. Se crean así numerosos polígonos industriales, especialmente en Jurong, y se atrajo inversión extranjera con incentivos tributarios. La industrialización transformó el sector de la industria secundaria en el sector que obtenía mayores ingresos y productos. El sector servicios también cobró cierta importancia, incrementada especialmente por los servicios portuarios y el creciente comercio. Estos progresos contribuyeron a aliviar el problema del desempleo. Singapur también atrajo a potentes compañías petroleras como Shell o Esso, las cuales establecieron refinerías de petróleo, y a mediados de la década de 1970, Singapur se convierte en uno de los tres mayores centros de refinado del mundo. El gobierno invirtió grandes sumas de dinero en el sistema educativo, y adoptó el inglés como lengua oficial para la enseñanza, insistiendo en la formación de mano de obra cualificada para desempeñar trabajos en las industrias.
La falta de viviendas públicas, la pésima sanidad, y el alto desempleo, dieron lugar a crímenes y a problemas de salud. La ocupación dio lugar a riesgos para la seguridad, y causaron disturbios en 1961 en Bukit Ho Swee, resultando muertas cuatro personas, y 16.000 sin hogar. La Junta de Desarrollo de Vivienda, creada antes de la independencia, consiguió enormes éxitos y llevó a cabo multitud de proyectos de construcción de viviendas públicas a precios asequibles para aliviar el problema de la ocupación. Al cabo de una década, la mayoría de la población habitaba en estos apartamentos. El Central Provident Fund (CPF), creado en 1968, permitió que los residentes pudieran adquirir pisos mediante ayudas económicas, aumentando así la propiedad de vivienda de Singapur.
Las tropas británicas habían permanecido en Singapur aún después de la obtención de la independencia, pero en 1968 Londres anunció su decisión de retirar las tropas en 1971. Singapur se propuso entonces crear su propio ejército, las Fuerzas Armadas de Singapur, y en 1967 se introduce un programa para el servicio nacional.

### Décadas de 1980 y 1990

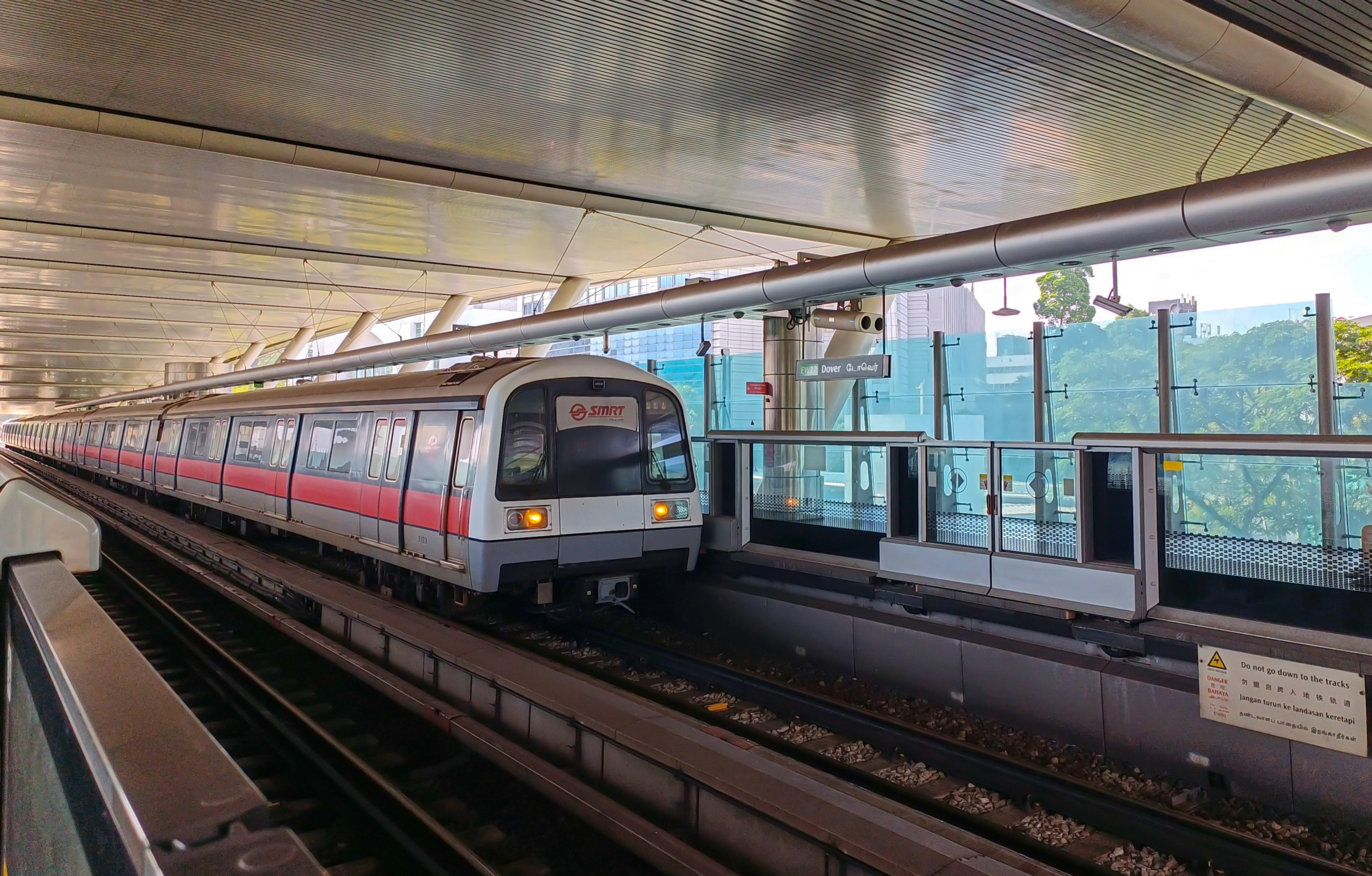
Metro de Singapur

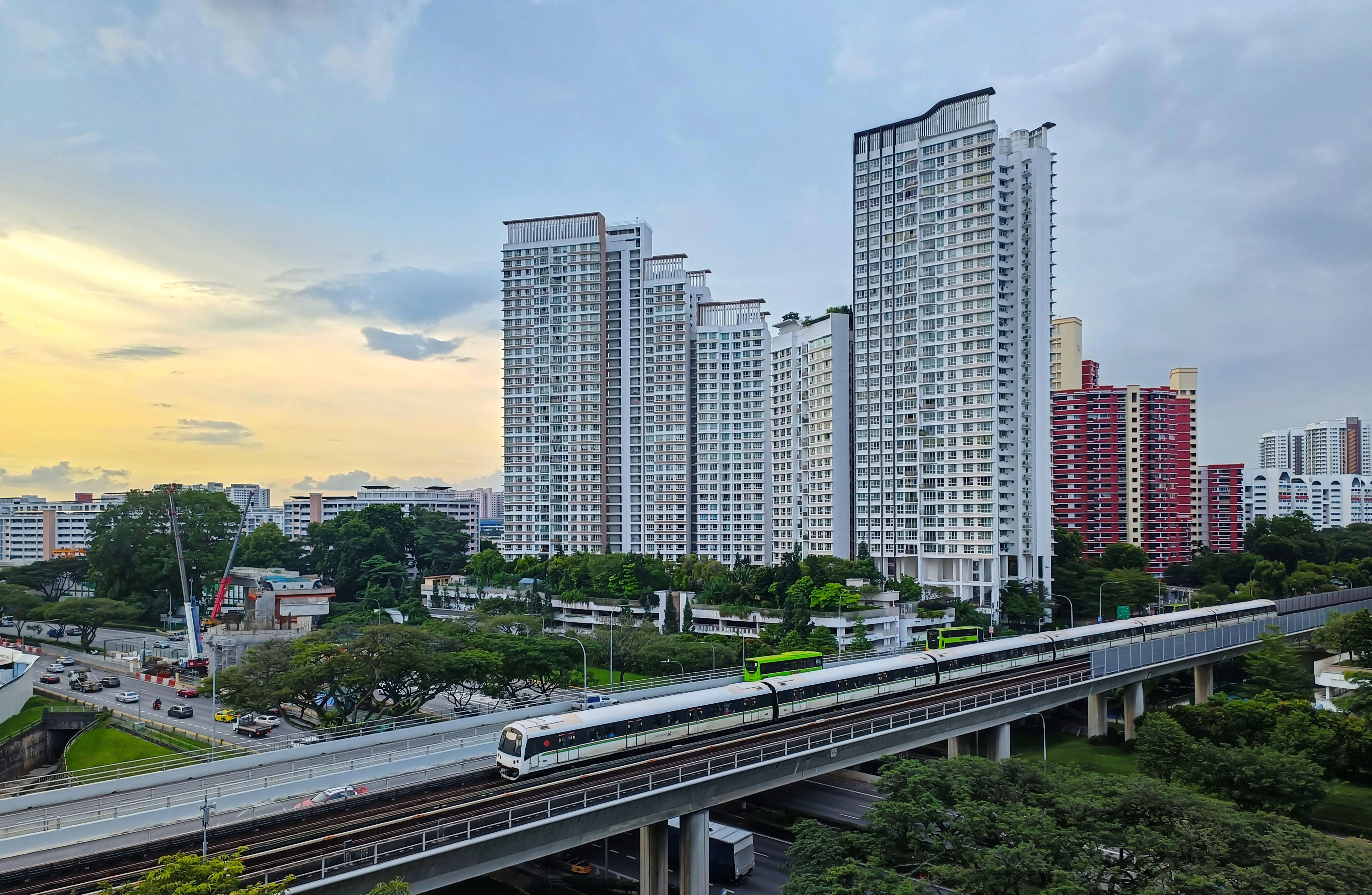
Vista aérea de Bukit Batok, Singapur. En la fotografía pueden observarse los complejos urbanísticos y la gran cantidad de apartamentos y rascacielos.

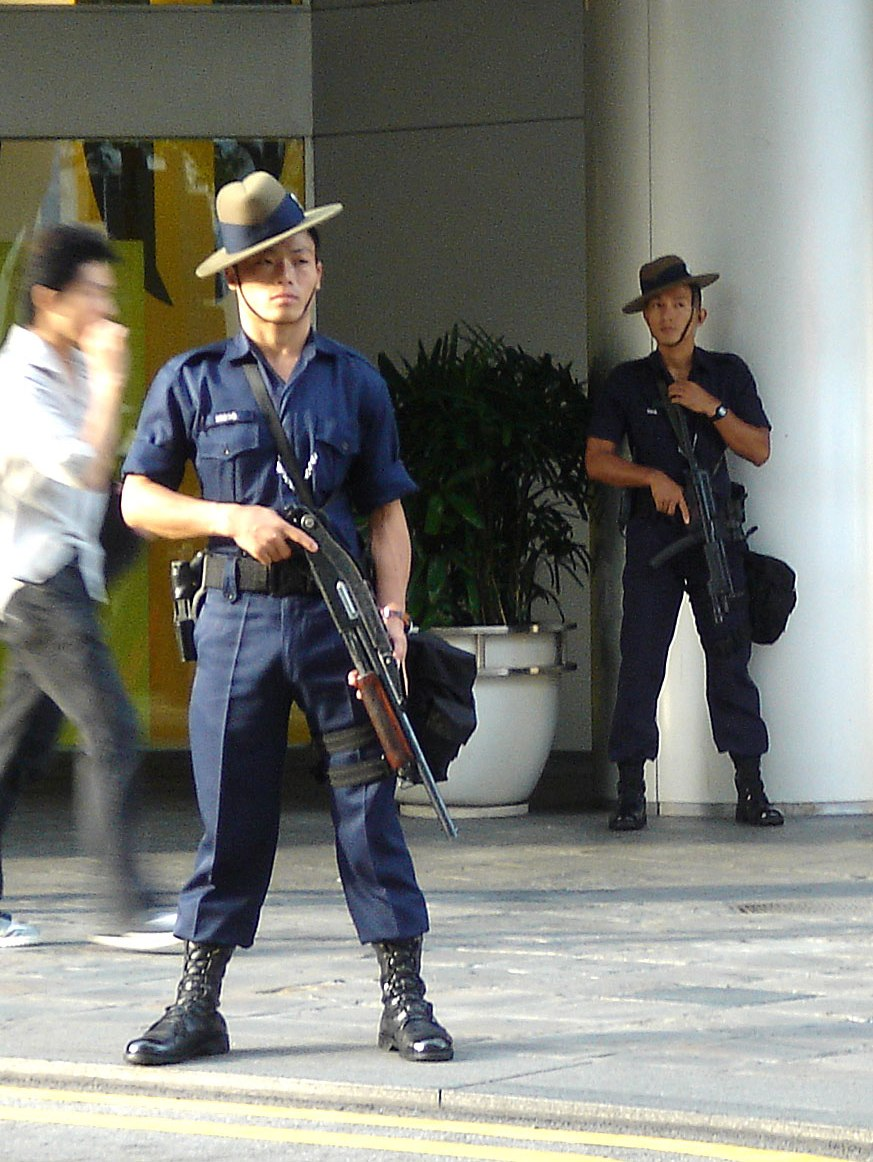
Agentes de Gurkha en Raffles City, Singapur. Las medidas de seguridad se incrementaron debido a las amenazas terroristas.

El desarrollo económico de Singapur continúa en la década de 1980, cayendo el desempleo un 3% y creciendo el PIB un promedio del 8% hasta 1999. Durante esta década, Singapur comenzó a mejorar sus industrias tecnológicamente, como el sector de la fabricación de circuitos integrados, con el fin de competir contra la mano de obra más barata de los países vecinos. En 1981 el Aeropuerto Internacional de Singapur abre sus puertas y Singapore Airlines se convertirá con el tiempo en una de las principales líneas aéreas del mundo. El Puerto de Singapur sobresalió como uno de los puertos más activos del mundo, y el turismo y sector servicios también creció de forma descomunal durante este período. Singapur se convierte así en un importante centro de transporte y en un importante destino turístico.
La Junta de Desarrollo de Vivienda continuó la promoción de apartamentos públicos en ciudades especialmente diseñadas y construidas para este fin, como Ang Mo Kio. Estos nuevos complejos residenciales eran mucho más altos y confortables que los anteriores. En la actualidad, entre el 80% y el 90% de la población vive en estos apartamentos públicos. En 1987 se pone en funcionamiento la primera línea del Metro de Singapur, conectando el centro de la ciudad con los principales complejos residenciales.
La situación política de Singapur atravesaba un momento de estabilidad, y continuaba en dominio del Partido de acción popular, partido que monopolizó el parlamento del país durante 15 años seguidos, desde 1966 hasta 1981, ganando en dicho período todos los escaños en las elecciones. Algunos activistas y opositores al partido lo tachaban de autoritario al ver como una violación de los derechos políticos la estricta regulación política de la que hacía uso el partido y las actividades sobre los medios de comunicación. Los partidos de la oposición han citado varios ejemplos de este autoritarismo, como la condena del opositor político Chee Soon Juan por protestas ilegales, y las demandas contra J.B. Jeyaretnam. El hecho de no poseer separación de poderes entre el gobierno y el sistema judicial ha dado lugar a gran cantidad de acusaciones de errores judiciales por parte de los partidos de la oposición.
El gobierno de Singapur sufrió grandes modificaciones. En 1984 se introdujeron los Miembros del Parlamento no Constitucionales, estos eran miembros de la oposición que formaban parte del parlamento de Singapur a pesar de que no ganaron dicho puesto en las elecciones, y se hacía para que la oposición tuviera una mínima representación en el parlamento. Hasta tres líderes de los partidos de la oposición podían ocupar estos puestos. En 1988 se introdujo la Circunscripción de Singapur para garantizar la representación de las minorías en el parlamento. En 1990 surgen los Miembros Nominados del Parlamento para permitir la participación de electorado no elegido y externo al partido. En 1991 se modifica la Constitución de Singapur para permitir que el Presidente de Singapur posea poder de veto en el uso de reservas nacionales y en los nombramientos a cargos públicos. Los partidos de la oposición se quejaban de que la circunscripción de Singapur les ponía obstáculos para entrar en el parlamento, y el escrutinio uninominal mayoritario que se ejercía entonces perjudicaba a los partidos minoritarios.
En 1990, Lee Kuan Yew se retiró del poder y nombró a Goh Chok Tong como el nuevo primer ministro del país. Goh presentaba una forma de liderazgo mucho más abierta y consultiva, más propicia a la modernización que estaba por venir. En 1997, Singapur sufrió los efectos de la crisis financiera asiática e introdujo varias medidas, como cortes en la contribución con el Central Provident Fund, pero, a pesar de ello, y según un informe del Foro Económico Mundial del mismo año, Singapur continuaba siendo el país más competitivo del mundo. En 1999, Sellapan Ramanathan Nathan fue nombrado jefe del estado.

### 2000 - actualidad
En los primeros años de la década de 2000, Singapur atravesó por una de sus crisis más graves después de la independencia, con casos como la amenaza terrorista o el síndrome respiratorio agudo severo en 2003, que causó varias decenas de muertos y cientos de heridos. En diciembre de 2001 se descubrió un complot para detonar varias bombas en las embajadas y en otras infraestructuras de Singapur, y 36 miembros del grupo terrorista islámico Jemaah Islamiya quedan arrestados en la operación. Desde entonces se han extremado las medidas se seguridad para la detección y prevención del terrorismo, y para minimizar los daños en caso de que ocurra..En 2004 Lee Hsien Loong, hijo mayor de Lee Kuan Yew, se convirtió en el tercer primer ministro de la historia de Singapur. Introdujo varios cambios en algunas políticas, como la reducción del servicio nacional de dos años y medio, a dos años, o la legalización de los juegos de azar en los casinos. Las elecciones de Singapur de 2006 tuvieron la peculiaridad del uso de internet y de los blogs para comentar y discutir los comicios, en lugar de los medios de comunicación oficiales. El PAP resultó de nuevo ser el vencedor, obteniendo 82 de los 84 escaños del parlamento, y el 66 % de los votos.

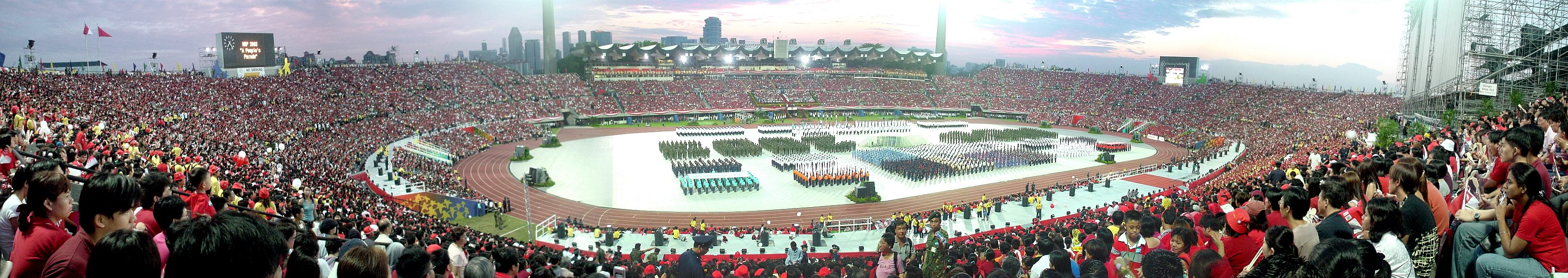
Cada 9 de agosto, Singapur celebra el día de la independencia.